# Juneau-klass
Juneau-klassen var en klass av amerikanska lätta kryssare som var en modifierad version av Atlanta-klassen. Fartygen hade samma huvudbeväpning med allmålskanoner som den modifierade USS Oakland men med ett mycket tyngre sekundärt luftvärnsbatteri, medan sjunkbombsrälsarna och torpedtuberna togs bort tillsammans med en omkonstruerad överbyggnad för att minska vikten och öka stabiliteten. Tre fartyg beställdes och byggdes, alla färdigställdes strax efter andra världskriget, men endast Juneau förblev aktiv tillräckligt länge för att kunna delta i insatser under Koreakriget.

## Specifikationer
Juneau-klassens huvudkanonbatteri bestod av sex dubbelmonterade 12,7 cm/38 kaliber allmålskanoner. Klassen konstruerades med ett lätt luftvärn bestående av 32 stycken 40 mm luftvärnskanoner och 16 stycken 20 mm snabbskjutande luftvärnskanoner med högexplosiva granater. Efter kriget var det tänkt att 40 mm luftvärnskanonerna skulle konverteras till 7,6 cm kanoner, men endast Juneau konverterades.
Klassen drevs av samma framdrivningsmaskineri som Atlanta-klassen: fyra ångpannor på 4 590 kPa (665 psi) som var kopplade till två växlade ångturbiner som producerade 56 MW (75 000 hk), och fartygen kunde hålla en topphastighet på 33,6 knop (62 km/h). Vid provturen uppnådde Juneau 32,48 knop (60 km/h) vid 78 985 axelhästkrafter (58 899 kW). Fartygen i Juneau-klassen hade samma pansar som Atlanta-klassen: högst 95,3 mm på sidorna, 12,7 cm kanontornen skyddades av 31,8 mm och tornet av 64 mm. Fartygen var ursprungligen konstruerade för 47 officerare och 695 sjömän.

## Tjänstgöring
Tre fartyg byggdes och inget av fartygen tjänstgjorde under andra världskriget; det första fartyget i klassen, Juneau (CL-119), som fick sitt namn efter den sänkta kryssaren USS Juneau (CL-52), sjösattes den 15 juli 1945 och togs i bruk den 15 februari 1946. Spokane sjösattes den 22 september 1945 och togs i bruk den 17 maj 1946. Fresno sjösattes den 5 mars 1946 och togs i bruk den 27 november 1946.
Spokane och Fresno togs ur bruk 1949 och 1950 innan Koreakriget började, men Juneau, som vid denna tidpunkt hade omklassificerats till en luftvärnskryssare med beteckningen CLAA-119, deltog i konflikten. Den 2 juli 1950 attackerades Juneau, HMS Jamaica och HMS Black Swan av fyra torpedbåtar och två motorkanonbåtar från den nordkoreanska flottan. De tre fartygen lyckades sänka tre fientliga torpedbåtar och båda kanonbåtarna nära Chumonchin Chan. År 1955, kort efter krigsslutet, togs Juneau ur bruk. Alla tre fartygen övervägdes för ombyggnad till robotkryssare eller ubåtsjaktsfartyg men såldes slutligen för skrotning på 1960-talet.

## Skepp i klassen
| Namn    | Fartygs-nummer | Varv                                                         | Kölsträckt        | Sjösatt           | Tagen i tjänst   | Tagen ur tjänst  | Öde                                                              |
| ------- | -------------- | ------------------------------------------------------------ | ----------------- | ----------------- | ---------------- | ---------------- | ---------------------------------------------------------------- |
| Juneau  | CL-119         | Federal Shipbuilding and Drydock Company, Kearny, New Jersey | 15 september 1944 | 15 juli 1945      | 15 februari 1946 | 23 juli 1955     | Avskriven den 1 november 1959. Såld som skrot den 29 april 1960. |
| Spokane | CL-120         | Federal Shipbuilding and Drydock Company, Kearny, New Jersey | 15 november 1944  | 22 september 1945 | 17 maj 1946      | 27 februari 1950 | Avskriven den 15 april 1950. Såld som skrot den 17 maj 1973      |
| Fresno  | CL-121         | Federal Shipbuilding and Drydock Company, Kearny, New Jersey | 12 februari 1945  | 5 mars 1946       | 27 november 1946 | 17 maj 1949      | Avskriven i april 1965. Såld som skrot den 17 juni 1966.         |